# Aimer
Aimer（エメ）は、日本の女性歌手、作詞家。プロフィールは未公表。所属事務所はagehasprings。レーベルはSACRA MUSIC、アーティスト名は自身の長年の愛称である「エメ」に由来し、フランス語で「愛する」「好む」を意味する動詞である。

## 経歴

### メジャーデビュー前 - Your favorite things
バンドでベーシストを務めていた父親の影響でジャズやブルースなどをはじめとした音楽が身近な環境で育つ。音楽好きだった父の影響で小学校でピアノを習い始め、椎名林檎や宇多田ヒカルの声色を真似して家で歌っていた。中学からはアヴリル・ラヴィーンに傾倒してギターも始める一方、英語での作詞にも力を入れる過程で海外での生活経験も持つ。15歳の頃、歌唱による酷使が原因で声帯を痛め、治療のために沈黙療法を選択したことで発声が出来ない期間を約半年間経験するが、そのおかげで歌手になりたいという夢が明確になり、回復後に喉を守るように工夫して歌うなかで現在の声質と歌唱法を確立する。このときの声帯の傷はデビュー後の現在も完全に治癒しておらず、結節として残っている が、完治すると今の声は出せなくなるとの主治医の忠告 や「『この喉でずっとやってきた』という思いが自分の中にはある」という自身の意志 もあり、声質を維持するために現在の状態を保っている。10代後半頃に今敏監督の映画「パプリカ」を視聴し、劇伴を担当した平沢進の音楽世界観に触れ傾倒していった。
2011年より、agehaspringsの代表で音楽プロデューサーの玉井健二らを中心としたプロデュースのもと、同社のマネジメント部門であるFOURseamに所属 し、本格的に音楽活動を開始。2月、J-WAVEの番組『HELLO WORLD』内で企画された新人発掘オーディション『SPIDER SOUNDS』において、元気ロケッツのリミキサー発掘コンペティションの課題曲として制作された楽曲「SPIDER SOUNDS」のフィーチャリングボーカルとして、agehasprings feat. Aimer名義で客演。4月、コアミックス刊行の月刊漫画雑誌『月刊コミックゼノン』とのコラボレーションで、同名義で楽曲「キズナ」をCMソングとして提供。
5月11日、FOURseamによる公式サイトが開設され、洋邦10曲のヒット曲をジャズアレンジでカバーした配信限定アルバム『Your favorite things』をiTunes Storeにて発表。リード曲の「Poker Face」（原曲はレディー・ガガ）は、iTunes Storeのジャズチャート初登場1位を獲得し、アルバムとしても最高4位を記録する。6月6日、9月7日にDefSTAR RECORDSからのメジャーデビューを発表。

### メジャーデビュー以降 - Sleepless Nights
9月7日、シングル「六等星の夜/悲しみはオーロラに/TWINKLE TWINKLE LITTLE STAR」を発表し、メジャーデビュー。デビューに際し、玉井健二 と映画監督の廣木隆一 がコメントを寄せた。以降、12月に2枚目のシングル「Re:pray/寂しくて眠れない夜は」、2012年2月に3枚目のシングル「雪の降る街/冬のダイヤモンド」、5月に配信限定シングル「星屑ビーナス」を、それぞれ発表。シングル「星屑ビーナス」購入特典として、初の招待制ライブ『Aimer Premier Live』を6月8日に開催。7月には、シングル「Re:pray/寂しくて眠れない夜は」のジャケットアートワークが、パリで開催された写真コンペティション「PX3」の音楽部門で銀賞を受賞。
8月に4枚目のシングル「あなたに出会わなければ 〜夏雪冬花〜/星屑ビーナス」を発表したのち、10月に初のオリジナルアルバム『Sleepless Nights』を発表。オリコンチャートでは発売日のデイリーチャートで5位、週間でも11位を記録し、「第5回CDショップ大賞 2013」の後期ノミネート作品にも選出された。発売時には、シンガーソングライターの阿部真央、阿部芙蓉美、kz（livetune）、やなぎなぎら多数の著名人がコメントを寄せた。10月14日には、大阪で行われた「MINAMI WHEEL 2012」に参加し、ライブ出演時には入場規制がかけられる盛況となった。

### Bitter&Sweet - Midnight Sun
11月に、タワーレコード渋谷店リニューアルオープン記念として、カバーアルバム『Your favorite things』にも収録された「Viva La Vida」（原曲はコールドプレイ）を、同店舗限定でシングルカット発売。12月に、カバーアルバム『Bitter & Sweet』を発表。『Your favorite things』の収録内容に加え、「星屑ビーナス」が主題歌に起用されたドラマ『恋なんて贅沢が私に落ちてくるのだろうか?』劇中で使用された「L-O-V-E」（原曲はナット・キング・コール）等を新録。これに伴い、『Your favorite things』の配信は終了となった。
2013年3月、5枚目のシングル「RE:I AM EP」を発表。表題曲「RE:I AM」はOVA『機動戦士ガンダムUC』シリーズの主題歌として、作曲家の澤野弘之から提供およびプロデュースを受け、週間オリコンチャートで最高6位を記録し、自身初のトップ10入りとなった。また、本作の発売を記念し、恒例となったCD購入者を対象とした招待制ライブ『Aimer Premier Live』は、初めて教会を会場として『Aimer Premium Live in Church』と題して行われたほか、タワーレコードおよび山野楽器での店舗購入者対象にインストアライブを、HMVでの店舗購入者対象にジャズクラブでのシークレットライブを、それぞれ特典として招待制ライブが開催された。なお、タワーレコードのインストアライブは『TOWER OF LOVERS』のタイトルで、タワーレコード渋谷店CUTUP STUDIOにて本作以降定例展開されることとなる。
7月、写真コンペティション「PX3」の音楽部門にて、シングル「あなたに出会わなければ 〜夏雪冬花〜/星屑ビーナス」のジャケットアートワークで入選し、2年連続での選出となった。8月、「星屑ビーナス」以来の配信限定作品となるシングル「眠りの森」を発表。11月、ミニアルバム『After Dark』を発表。リードトラック「ポラリス」の他、阿部真央が初の楽曲提供として書き下ろした「words」、『Aimer Premium Live in Church』の東京公演のライブ音源などを収録した。また、同月には渋谷WWWで行われた澤野弘之のワンマンライブ『[nzk]001』にゲストボーカリストとして参加したほか、2014年1月に日本武道館で行われた『リスアニ! LIVE-4』でも澤野弘之出演パートでのゲストボーカリストとして出演、5月にZepp Tokyoで行われた阿部真央のライブツアー『5th Anniversary 阿部真央らいぶ "お力添え、願います。"ツアー2014』の初日公演での共演など、他アーティストの公演にも参加を始める。
5月、6枚目のシングル「StarRingChild EP」を発表。2度目の澤野弘之とのコラボレーション作となった表題曲「StarRingChild」は『機動戦士ガンダムUC』最終章の主題歌として起用された。また、澤野弘之による音楽プロジェクトであるSawanoHiroyuki[nZk]、および『機動戦士ガンダムUC』とのコラボレーション企画として、SawanoHiroyuki[nZk]:Aimer名義での活動を開始。企画ワンマンライブ『UnChild』を大阪・東京2公演を開催。
6月、2枚目のオリジナルアルバム『Midnight Sun』と、SawanoHiroyuki[nZk]:Aimer名義でのコラボレーションアルバム『UnChild』を同時発表した。週間オリコンチャートで前者は最高9位、後者は10位をそれぞれ記録し、アルバム2タイトルのトップ10入りとなった。また、コナミデジタルエンタテインメントが配信しているiOS音楽ゲームアプリ『jubeat plus』『REFLEC BEAT plus』にて「Aimerパック」の配信が開始され、「StarRingChild」「RE:I AM」「AM02:00」「あなたに出会わなければ 〜夏雪冬花〜」の4曲が収録された。8月からはワンマンライブとしては初の有料興行となる『Aimer 1st LIVE Midnight Sun』を大阪・東京2公演を開催 し、チケットは即日完売となった。

### 誰か、海を。 EP - DAWN
9月、ミニアルバム『誰か、海を。 EP』を発表。表題曲「誰か、海を。」は、音楽家の菅野よう子がプロデュースと作曲、シンガーソングライターの青葉市子が作詞を手掛け、菅野が音楽を担当したテレビアニメ『残響のテロル』のテーマソングに起用された。作品には、Galileo Galilei、APOGEEの永野亮がそれぞれリミキサーとして制作に参加した他、阿部真央の楽曲「for ロンリー」のカバーでは、Aimer自身が阿部とのコラボレーションを切望したことから阿部本人をゲストボーカルに迎えて制作された。また、同月にはGalileo Galileiの楽曲「バナナフィッシュの浜辺と黒い虹 with Aimer」にゲストボーカルとしてコラボレーション参加し、デジタル配信の先行販売が開始された。
12月、7枚目のシングル「broKen NIGHT/holLow wORlD」を発表。4枚目のシングル「あなたに出会わなければ 〜夏雪冬花〜/星屑ビーナス」以来の両A面シングルとなり、収録曲のうち3曲がTYPE-MOON制作のPS Vitaゲーム『Fate/hollow ataraxia』のテーマソングに起用された。発売を記念したタワーレコードでのインストアライブは『TOWER OF LOVERS VOL.6 〜Xmas Special〜』と題し、自身初となるクリスマスライブとして開催された。2015年1月からは初の全国ツアー『Aimer Live Tour "Maiden Voyage"』を大阪・福岡・名古屋・東京の4都市4公演を開催。初日の大阪公演では声が出なくなるトラブル に見舞われながらも全公演を完遂。2月、豊洲PITで行われたagehasprings主催のイベント『Synapples 2.0 〜no border between sounds〜 Produced by agehasprings』に参加。同月には配信限定シングル「君を待つ」を発表。5月、Music Jacket Promotion Committeeが主催する「ミュージック・ジャケット大賞2015」にて、ミニアルバム『誰か、海を。 EP』のジャケットアートワークで準大賞を受賞。同月にはONE OK ROCKの全国ツアー『ONE OK ROCK 2015 "35xxxv" JAPAN TOUR』の横浜アリーナ公演のサポートゲストとして抜擢されオープニングアクトを務めた。
6月、8枚目のシングル「Brave Shine」を発表。全国ツアー『Aimer Live Tour "Maiden Voyage"』大阪公演で声が出なくなった経験が基となって歌詞が書かれた 表題曲「Brave Shine」は、テレビアニメ『Fate/stay night ［Unlimited Blade Works］』2ndシーズンのテーマソングに起用された。シングル発売翌日にはインターネットライブ『Live at anywhere』の26回目の放送をニコニコ生放送で放送されているインターネット番組『リスアニ!STUDIO』特別編としてのコラボレーション企画で行われ、披露された10曲の中から「冬のダイヤモンド」「Cold Sun」「六等星の夜」の3曲のライブ音源を初のハイレゾ配信として、その翌日から3ヶ月限定で配信が開始された。
7月、3枚目のオリジナルアルバム『DAWN』を発表。「夜」をテーマに制作された過去アルバム2作品とは対照的に初めて「夜明け」をテーマに制作された 本作は、既発のシングル曲のほかテレビアニメ『Fate/stay night ［Unlimited Blade Works］』挿入歌として既に発表されていた「LAST STARDUST」や、メジャーデビュー前に漫画雑誌『月刊コミックゼノン』CMソングとして起用された「キズナ」などが初めて音源化されており、週間オリコンチャートでは最高4位を記録した。同日には自身初となるスマートフォン専用対応の公式ファンクラブ「Blanc et Noir」が開設された。9月、SawanoHiroyuki[nzk]のアルバム『o1』にゲストボーカルとして参加。NHK連続テレビ小説『まれ』の劇中歌として小林未郁が歌唱した「Song of ..」のカバーと、澤野が2006年にイーフェイに提供した楽曲「月の夜」のリメイクである新曲「s-AVE」の2曲が収録され、うち「s-AVE」はリードトラックとしてミュージックビデオが制作された。同月からは全国ツアー『Aimer Live Tour "DAWN"』を金沢・仙台・名古屋・福岡・大阪・東京の6都市7公演を開催。大阪および東京公演以外は『Live at anywhere』シリーズとして、音楽イベントを行う前提でない場所でのライブが企画され、金沢公演は美術館（金沢21世紀美術館シアター21）、仙台公演は教会（セントジョージ教会）、名古屋公演は小劇場（千種文化小劇場）、福岡公演は能楽堂（住吉神社能楽殿）でそれぞれ開催された。またこの年の作品発表をもって、所属レーベルのDefSTAR RECORDSがレーベル吸収統合に伴い廃止となり、SME Recordsへ移籍する。

### ninelie EP - daydream
2016年3月、東京および大阪のBillboard Liveにおいて『Aimer Billboard Live Tour』を開催。5月に9枚目のシングル「ninelie EP」を発表。澤野弘之が楽曲提供およびプロデュースを担当した表題曲「ninelie」は、Aimer with chelly (EGOIST)名義としてEGOISTのchellyがゲストヴォーカルとして参加し、澤野が音楽を担当したアニメ『甲鉄城のカバネリ』のエンディングテーマに起用された。シングル発売直前にはEGOISTの全国ツアー『EGOIST Greeting Tour 2016 : side-A『UNVEIL of KABANERI』』にシークレットゲストとして出演し、同曲を初披露した。6月、SawanoHiroyuki[nZk]のシングル「Into the Sky EP」に、コラボレーションアルバム『UnChild』収録曲のリアレンジで、テレビアニメ『機動戦士ガンダムユニコーン RE:0096』エンディングテーマに起用された「bL∞dy f8 -eUC-」で参加。
7月、8月と2ヶ月連続シングルリリースを展開。7月は10枚目となる両A面シングル「insane dream/us」を発表。表題曲「insane dream」はONE OK ROCKのTakaが、「us」は凛として時雨のTKが、それぞれ楽曲提供およびプロデュースを手掛けた。8月はRADWIMPSの野田洋次郎が楽曲提供、プロデュース、コーラスを手掛けた11枚目のシングル「蝶々結び」を発表。表題曲「蝶々結び」にはギターとコーラスにハナレグミも参加しており、またミュージックビデオはAimer自身が「昔から好きだった」という岩井俊二が監督および編集を担当した。19日放送のテレビ朝日系『ミュージックステーション』にテレビ番組初出演し、「蝶々結び」を披露した。同月にはSalyuの自主企画ライブ『Salyu Live 2016 Sonorous Waves』大阪公演、「澤野弘之×機動戦士ガンダムUC」による『機動戦士ガンダムユニコーン RE:0096』放送記念ライブイベント『RE:UnChild』、9月にはTK from 凛として時雨の自主企画ライブ『error for 0 vol.2』 などに続けてゲスト参加する。
9月、デビュー5周年を記念し、公式ファンクラブ「Blanc et Noir」会員を対象とした招待制イベント『Aimer 5th Anniversary Special Event』を開催。ライブパートにはシークレットゲストにandropの内澤崇仁を迎えて内澤からの提供曲「カタオモイ」の演奏が行われた。同月より自身初の全国ホールツアー『Aimer Hall Tour 2016 〜like a daydream〜』を全国10都市10公演を開催。初日の埼玉公演と同日に4枚目のアルバム『daydream』を発表。既発曲でコラボレーションした阿部真央や既発シングル曲でプロデュースを受けた澤野、Taka、TK、野田らの楽曲に加え、andropの内澤崇仁やスキマスイッチのプロデュース曲を収録し、2011年のデビューから築き上げた「Aimerの世界観を壊す」をコンセプトに作り上げられた。週間オリコンチャートでは最高2位を記録、年間オリコンチャートにもキャリアを通して初のランクイン（64位を記録）をするヒットとなった。アルバムからはリードトラックとして「Falling Alone」が先行配信された ほか、「Falling Alone」「カタオモイ」「Stars in the rain」の3曲のミュージックビデオが制作された。「カタオモイ」のミュージックビデオには楽曲提供を行った内澤と、モデルの武居詩織 が、「Stars in the rain」のミュージックビデオにはモデルの中田絢千 と兒玉太智 が、それぞれ出演した。なお、タワーレコードで展開していたインストアライブシリーズは『TOWER OF LOVERS FINAL』と題し、12月に12回目の開催をもって終了となった。

### 茜さす/everlasting snow - ベストアルバム
11月、12枚目となる両A面シングル「茜さす/everlasting snow」を発表。表題曲「茜さす」はテレビアニメ『夏目友人帳 伍』、「everlasting snow」は発売直後に情報番組『ひるおび!』 のテーマソングにそれぞれ起用された。「茜さす」のミュージックビデオには女優の平田薫と俳優の高野八誠が出演した。同月には自身初の海外での単独公演となる『Aimer 〜like a daydream〜 Taipei』を台湾台北市にて開催し、日本国内でもインターネットライブ『Live at anywhere』の30回目の放送としてLINE LIVEにて公演本編の模様が生中継された。
2017年1月、スペースシャワーTV主催「SPACE SHOWER MUSIC AWARDS」にてBEST FEMALE ARTIST（最も活躍した女性ソロアーティストに授与される賞）にノミネート。2月、前年のBillboard Liveツアー会場公演に名古屋ブルーノート公演を追加したアコースティックツアー『Aimer Acoustic Live Tour 2017』を開催。初日のBillboard Live TOKYO公演と同日に配信限定シングル「凍えそうな季節から」を発表。同曲はテレビドラマ『奪い愛、冬』のオープニングテーマに起用され、ミュージックビデオにはかねてからAimerのファンだったという女優の倉科カナが出演した。3月、アルバム『daydream』が、「第9回CDショップ大賞2017」の準大賞を受賞 し、授賞式にて「蝶々結び」を披露した。4月、LINE株式会社が運営するライブ配信プラットフォーム「LINE LIVE」によるプロジェクト『Portrait Film Project』第3弾企画としてアイスランドでの撮影のもと、映像作家の川村元気と関和亮の共同制作による「六等星の夜」のミュージックビデオが公開された。
4月、FOURseamのマネジメント所属からapehasprings直属の所属となる。5月、自身初となるベストアルバム『BEST SELECTION "blanc"』『BEST SELECTION "noir"』2作品を発表。週間オリコンチャートでは前者が3位（年間チャートでは59位を記録し、自身最大の売上を記録）、後者が4位となり、ベストアルバム2作同時トップ5入りを記録した。収録された新曲「歌鳥風月」をもとに特別番組『Aimer ベストアルバムリリース記念スペシャルラジオドラマ 〜君の歌が聴こえる〜』が制作された。主演を声優の梶裕貴と花澤香菜が務め、全国JFN系列全23局のFMラジオにて放送された。8月に初の日本武道館単独公演となる『Aimer live in 武道館 "blanc et noir"』を開催し、観客数1万3千人を動員した。また同時に国内26ヶ所に加え香港・台湾・韓国の映画館にてライブの模様を生中継するライブビューイングも実施された。

### ONE/花の唄/六等星の夜 - Sun Dance&Penny Rain
10月、13枚目のシングル「ONE/花の唄/六等星の夜 Magic Blue ver.」を発表。本作は日本武道館公演で初披露となった「ONE」、劇場版『Fate/stay night [Heaven’s Feel] I.presage flower』の主題歌として、劇中の音楽を担当する梶浦由記が楽曲提供およびプロデュースを手掛けた「花の唄」、コニカミノルタプラネタリウム"天空" in 東京スカイツリータウンのリニューアル記念タイアップのためにデビュー曲をリアレンジした「六等星の夜 Magic Blue ver.」をそれぞれ表題曲とするトリプルA面シングルとして発売され、週間オリコンチャートで最高2位を記録した。本作の発売に関しては、7月にオフィシャルファンクラブ「Blanc et Noir」発足2周年を記念して生配信されたインターネットラジオ「Blanc et Noir Radio」内でいち早く発表されたとともに、自身初となるファンクラブ限定仕様盤を発売することも発表された。「花の唄」のミュージックビデオは三木孝浩が「Re:pray」のミュージックビデオ以来約6年ぶりに監督を務め、女優の浜辺美波が出演した。11月からは全国ツアー『Aimer LIVE TOUR 17/18 "hiver"』を開催。全国15都市16公演を行い、総観客数は自己最多となる3万4千人を動員した。12月、ライブ映像作品としては初の単体発売 となる『Aimer Live in 武道館 "blanc et noir"』をBlu-rayのみで発表。
2018年2月、14枚目のシングル「Ref:rain/眩いばかり」を発表。表題曲「Ref:rain」はテレビアニメ『恋は雨上がりのように』のテーマソングに起用され、山戸結希が監督を務めたミュージックビデオには女優の桜田ひよりとミスiD2008グランプリ受賞者で女性アイドルグループ終演後物販の元メンバーである兎遊が出演した。もう一方の表題曲「眩いばかり」はCoccoが書き下ろしによる楽曲提供を行った。3月にはandropのアルバム『cocoon』収録曲「Memento Mori with Aimer」にゲストボーカルとして客演。また同月からはamazarashiとともに海外ツーマンツアー『amazarashi×Aimer Asia Tour 2018』をアジア3都市4公演を開催 し、4月には国内でも豊洲PITにて追加公演を行った。6月、単独公演としては自身初となるオーケストラコンサート『Aimer special concert with スロヴァキア国立放送交響楽団 "ARIA STRINGS"』をBunkamuraオーチャードホールにて開催。続く8月には、公式ファンクラブ「Blanc et Noir」会員を対象とした自身初となるファンクラブツアー『Aimer Fan Club Tour "été"』をZepp3会場で開催。
9月、15枚目のシングル「Black Bird/Tiny Dancers/思い出は奇麗で」を発表。女優の土屋太鳳と芳根京子が主演を務める映画『累 -かさね-』の主題歌に起用された自身初となる実写映画主題歌「Black Bird」、ソニー・ミュージックレーベルズ主催の楽曲オーディション『Sony Music presents 全国作曲コンクール』から採用された「Tiny Dancers」、作品発売に先駆けて新曲として父の日にミュージックビデオが公開されていた「思い出は奇麗で」 をそれぞれ表題曲とするトリプルA面シングルとして発売された。10月、2作目となるライブ映像作品『Aimer special concert with スロヴァキア国立放送交響楽団 "ARIA STRINGS"』をBlu-rayとDVDで発表。週間オリコンチャートでミュージックDVD・Blu-rayランキングおよびミュージックBlu-rayランキングの2つで、過去発売された全作品を通じて自身初となる1位を記録した。また発売同日より全国ツアー『Aimer Hall Tour 18/19 "soleil et pluie"』を開催。12月、LINE株式会社が運営する音楽ストリーミングサービス「LINE MUSIC」の2018年間ランキングにて、「カタオモイ」がBGMランキング年間2位を記録した。
2019年1月、16枚目のシングル「I beg you/花びらたちのマーチ/Sailing」を発表。劇場版『Fate/stay night [Heaven’s Feel] II.lost butterfly』の主題歌として、前作の主題歌「花の唄」に引き続き梶浦由記が楽曲提供およびプロデュースを手掛けた「I beg you」 を含むトリプルA面シングルとして発売され、週間オリコンチャートでCD作品としては自身初の1位を記録した。同チャートでの女性ソロアーティストCDシングル首位獲得は、2014年の岩佐美咲「鞆の浦慕情」以来5年振りの記録となった。「花びらたちのマーチ」のミュージックビデオは湯浅弘章が監督のもと、かねてよりAimerのファンであることを公言していた日向坂46の佐々木美玲 が主演、タレントの早瀬慧や工藤美桜が出演した。また「I beg you」のミュージックビデオは「花の唄」に引き続き三木孝浩の監督、浜辺美波の主演で続投となり制作された。シングルとしては2019年現在の時点で最も多い売り上げを記録している。3月、SawanoHiroyuki[nzk]のアルバム『Rヨ/MEMBER』にゲストボーカルとして参加し、新曲「i-mage」を収録した。
4月、5枚目のアルバム『Sun Dance』および『Penny Rain』を発表。『Sun Dance』は「太陽」をテーマに、1枚目のアルバム『Sleepless Nights』以来となるagehaspringsによる完全プロデュース作として制作された。また『Penny Rain』は「雨」をテーマに、既発シングル曲でプロデュースを受けた梶浦、Coccoらの楽曲に加え、前作『daydream』でも提供を受けたTKによるプロデュース曲や、SawanoHiroyuki[nZk]名義でボーカル参加した「i-mage」のアレンジ版などを収録して制作された。週間オリコンチャートでは前者が3位、後者が2位となり、また2作品と映像作品をバンドルした『Sun Dance & Penny Rain』では合算され、年間オリコンチャートでは76位を記録した。

### STAND-ALONE - Walpurgis
5月、5作目となる配信限定シングル「STAND-ALONE」を発表。4月のアルバムリリースから1か月にも満たない短いスパンでの作品発表となった。同曲はテレビドラマ『あなたの番です』の第1章主題歌に起用され、ミュージックビデオにはドラマにて尾野幹葉役を務める女優の奈緒が出演した。6月、前年から本年2月にかけて開催した『Aimer Hall Tour 18/19 "soleil et pluie"』の海外ツアーとして『Aimer "soleil et pluie" Asia Tour』を開催し、最終日の東京公演を含めたアジア5都市5公演を行った。
8月、17枚目のシングル「Torches」を発表。テレビアニメ『ヴィンランド・サガ』の前期エンディングテーマに起用された。10月より全国ツアー『Aimer Hall Tour 19/20 "rouge de bleu"』を開催。
2020年3月、18枚目のシングル「春はゆく/marie」を発表。劇場版『Fate/stay night [Heaven’s Feel] III.spring song』の主題歌として、「花の唄」「I beg you」に引き続き梶浦由記が楽曲提供およびプロデュースを手掛けた「春はゆく」、国立西洋美術館にて前年10月から1月にかけて開催された『日本・オーストリア友好150周年 ハプスブルク展 600年にわたる帝国コレクションの歴史』のタイアップのために書き下ろした「marie」を表題曲とした両A面シングルとして発売され、週間オリコンチャートで最高3位を記録した。また「春はゆく」のミュージックビデオは過去2作に引き続き三木孝浩の監督、浜辺美波の主演で続投となり、三部作の締めくくりとして制作された。4月、YouTube公式チャンネルの登録者数の100万人突破とシングル「春はゆく/marie」のヒットを記念し、「StarRingChild」以降のミュージックビデオ10曲のフルサイズを公開。5月、YouTube公式チャンネルにて、梶浦由記のピアノ伴奏に合わせた「春はゆく」のセッション動画を公開。
6月、TAKAと清水翔太が発起人となったプロジェクト「［re:］プロジェクト」に、阿部真央、絢香、KENTA（WANIMA）、Nissy、三浦大知とともに参加。楽曲「もう一度」をYouTubeにて発表。9月9日、19枚目のシングル「SPARK-AGAIN」を発売。アニメ「炎炎ノ消防隊 弐ノ章」のオープニングテーマとして起用された。
2021年4月14日、約2年振りとなる6枚目のアルバム『Walpurgis』を発表。12月17日はVaundyプロデュースで、miletと幾田りらとのコラボによる楽曲「おもかげ (produced by Vaundy)」を配信リリース。

### 残響散歌/朝が来る - Open α Door
2021年9月25日、自身のブランドnocturneを掲げて所属レーベルをSACRA MUSICに移籍。同時に12月から放送されるアニメ「鬼滅の刃 遊郭編」のオープニング及びエンディングテーマを担当する事を発表。翌2022年1月12日には両曲を収録した20枚目のシングル『残響散歌/朝が来る』、1月26日にはデビュー10周年を記念として、アルバム未収録のカップリング曲を収録した初のB-SIDE COLLECTIONアルバム『星の消えた夜に』、12月14日には10周年の締めくくりとしてミニアルバム「Deep down』をそれぞれ活発的にリリース。10月には、ぴあアリーナMM（神奈川）と大阪城ホール（大阪）においてデビュー10周年を締めくくる、ワンマンアリーナ公演「Aimer 10th Anniversary Final "Cycle de 10 ans"」を開催。12月31日にはNHK紅白歌合戦へ初出場となった。
2022年1月19日、「オリコン週間ストリーミングランキング」にて「カタオモイ」が自身初の1億回再生を突破。12月22日、「第55回 オリコン年間ランキング2022」の作品別売上数部門 デジタルシングル(単曲)ランキングで「残響散歌」が期間内DL数40.8万DLで1位を獲得。
2023年1月1日、デビュー当初から作曲・編曲を手掛けてきた音楽クリエイターの飛内将大との結婚を報告。3月4日、自身初の最大規模となった全国3都市6公演にも及ぶアリーナツアー「Aimer Arena Tour -nuit immersive-」を日本ガイシホール（愛知）・横浜アリーナ（神奈川）・大阪城ホール（大阪）において開催。7月19日、前作『Walpurigs』からおよそ2年半ぶりとなるオリジナル・フルアルバム『Open α Door』をリリース。

## 人物

### 音楽性
幼少期より音楽に囲まれた生活を送り、小学校低学年の頃よりミュージカル『アニー』の劇中歌などに触れ、歌手になることに憧れる。自身で能動的に初めて購入したCDはアヴリル・ラヴィーンのデビューアルバム『Let Go』であると語る。好きなアーティストとしてアヴリル・ラヴィーンのほかに、スピッツ、syrup16g、戸川純、ザ・エックス・エックス、ラ・ルー、マーカス・ミラー、ミシェル・ブランチ、ビョーク、Coccoなどを挙げている。
ライブ活動においては、メジャーデビュー直後の2011年9月9日より、インターネットライブシリーズ『Live at anywhere』を、公式サイト上やUstream、ニコニコ生放送、LINE LIVE、ビリビリ動画などにおいて、不定期で開催している。「好きな場所で、好きな時に、好きなだけ」をコンセプトに様々な場所で開催され、2012年6月のVol.10までで、約10万人の視聴数を記録 し、2018年9月時点まで番外編を含め計35回開催・放送している。またゲスト出演も多く、過去には、キャンドルアーティストの内藤樹里 や、熊本県PRマスコットキャラクターのくまモン などが出演した。一方、観客を動員してのライブはデビュー以降2013年までは比較的少なく、2011年11月5日に行われたアニメ『NO.6』Blu-ray・DVD第1巻購入者特典の発売記念招待制イベントでのミニライブで、観客の前での初公演を行って以降、主に作品の購入者を対象とした招待制という方式でライブを開催していた。2014年に、SawanoHiroyuki[nZk]:Aimerとしての企画ライブと、単独名義でのワンマンライブを行って以降は有料による興行も積極的に行っている。
休日も音楽と関わっており、趣味の映画鑑賞からもインスピレーションを受けて音楽に活かしていきたいと語っている。
10代後半の頃に観た今敏監督の映画『パプリカ』が好きであり、作中内で使用された平沢進の楽曲「白虎野の娘」から平沢進の曲の世界観にハマり始めたと語っており、平沢進をリスペクトをしていると、2017年1月25日のラジオ番組内で平沢進の曲「仕事場はタブー」を流し話している。また、2018年には同じく平沢進から影響を受けたと語っているDAOKOと共演した際に語っている。

### 評価
日本音響研究所所長（当時）の鈴木松美は、Aimerの声質を「振幅ゆらぎと周波数ゆらぎが同時に発生している、非常に稀な声の持ち主です」と分析している。
著名人では前述の倉科カナや阿部真央、佐々木美玲をはじめ、西川貴教、モデルの松井美緒、EGOISTのchelly などがファンを公言している。桑田佳祐は自身のラジオ番組『桑田佳祐のやさしい夜遊び』で、その年に発表された邦楽のなかで自身の選ぶトップ20に、「あなたに出会わなければ 〜夏雪冬花〜」（2012年、5位）と「insane dream」（2016年、4位）をそれぞれ選んでいるほか、写真家の加藤アラタ、漫画家の久保帯人、声優の安野希世乃、FLiPのサチコ、歌手の藍井エイル、LiSA、作曲家の梶浦由記などにも評価を受けている。

## 主な出演
以下レギュラー番組、特別番組のみの記載とする。

### テレビ番組
- MUSIC CAPSULE -Aimer "DAWN" SPECIAL-[138]（2015年7月29日、スペースシャワーTV）
- Aimer SPECIAL[139]（2016年9月23日、スペースシャワーTV）

### ラジオ番組
- Spotify TOKYO VAGABOND（2016年11月1日 - 2018年3月27日、J-WAVE、『SONAR MUSIC』内コーナー火曜日ナビゲーター[140]）
- Walkin' Talkin' 〜徒然ダイアローグ〜 岡野昭仁 (ポルノグラフィティ)×Aimer（2017年5月4日 - 5月25日、FM802・InterFM）
- AimerLノート（2017年5月6日 - 5月20日、CBCラジオ、『酒井直斗のラジノート』マンスリーコーナー）
- Aimer ベストアルバムリリース記念スペシャルラジオドラマ 〜君の声が聴こえる〜（2017年5月、JFN系23局ネット）
- Inspiration of Iceland with Aimer...（2017年5月14日 - 5月28日、J-WAVE、『SUNDAY SESSIONS』ナビゲーター 計3回）
- エメンタリー（2022年4月21日 - 、FM802、『on-air with TACTY IN THE MORNING』マンスリーコーナー 第3木曜を担当）[141]
- アーティスト・プロデュース・スーパー・エディション（2023年8月、JFN系29局ネット）
- Laid-Back radio（2024年4月 - 、JFN系ネット）[142]
- YOUR RADIO 802（2024年10月25日・11月1日、FM802）[143]

## ディスコグラフィ

### シングル

#### CDシングル
| 枚   | 発売日         | 発売日         | タイトル                                                  | 収録曲 | 規格品番 | 収録アルバム           | 最高位   | 最高位          | 認定 (RIAJ)   | レーベル        |
| 枚   | 発売日         | 発売日         | タイトル                                                  | 収録曲 | 規格品番 | 収録アルバム           | オリコン | Billboard Japan | 認定 (RIAJ)   | レーベル        |
| ---- | -------------- | -------------- | --------------------------------------------------------- | --- | --- | ---------------------- | -------- | --------------- | ------------- | --------------- |
| 1st  | 2011年         | 9月7日         | 六等星の夜/悲しみはオーロラに/TWINKLE TWINKLE LITTLE STAR | 収録曲 参照 | DFCL-1794（CD） | Sleepless Nights       | 28位     | 20位            | -             | DefSTAR RECORDS |
| 2nd  | 2011年         | 12月14日       | Re:pray/寂しくて眠れない夜は                              | 収録曲 参照 | DFCL-1821（CD） | Sleepless Nights       | 41位     | -               | -             | DefSTAR RECORDS |
| 3rd  | 2012年         | 2月23日        | 雪の降る街/冬のダイヤモンド                               | 収録曲 参照 | DFCL-1881（CD） | Sleepless Nights       | 72位     | -               | -             | DefSTAR RECORDS |
| 4th  | 2012年         | 8月15日        | あなたに出会わなければ 〜夏雪冬花〜/星屑ビーナス          | 収録曲 参照 | 初回盤：DFCL-1916/7（CD+DVD） 通常盤：DFCL-1918（CD） 期間限定盤：DFCL-1919 （CD）                                   | Sleepless Nights       | 26位     | 93位            | -             | DefSTAR RECORDS |
| 5th  | 2013年3月20日  | 2013年3月20日  | RE:I AM EP                                                | 収録曲 参照 | 初回盤：DFCL-1985/6（CD+DVD） 通常盤 ：DFCL-1987（CD） 期間限定盤：DFCL-1988（CD）                                   | Midnight Sun           | 6位      | 27位 (#1)       | ゴールド      | DefSTAR RECORDS |
| 6th  | 2014年         | 5月21日        | StarRingChild EP                                          | 収録曲 参照 | 初回盤：DFCL-2060/1（CD+DVD） 通常盤：DFCL-2062（CD） 期間限定盤：DFCL-2063（CD）                                    | Midnight Sun           | 3位      | 17位 (#1)       | ゴールド      | DefSTAR RECORDS |
| 7th  | 2014年         | 12月17日       | broKen NIGHT/holLow wORlD                                 | 収録曲 参照 | 通常盤：DFCL-2100（CD） 期間限定盤：DFCL-2101/2（CD）                                                                | DAWN                   | 9位      | 34位            | -             | DefSTAR RECORDS |
| 8th  | 2015年6月3日   | 2015年6月3日   | Brave Shine                                               | 収録曲 参照 | 初回盤：DFCL-2127/8（CD+DVD） 通常盤：DFCL-2129（CD） 期間限定盤：DFCL-2130/1（CD+DVD）                              | DAWN                   | 4位      | 4位             | ゴールド      | DefSTAR RECORDS |
| 9th  | 2016年         | 5月11日        | ninelie EP                                                | 収録曲 参照 | 初回盤：SECL-1882/3（CD+DVD） 通常盤：SECL-1884（CD） 期間限定盤：SECL-1885/6（CD）                                  | daydream               | 9位      | 4位             | ゴールド (#1) | SME Records     |
| 10th | 2016年         | 7月6日         | insane dream/us                                           | 収録曲 参照 | 初回盤：SECL-1934/5（CD+DVD） 通常盤：SECL-1936（CD）                                                                | daydream               | 13位     | 17位            | -             | SME Records     |
| 11th | 2016年         | 8月17日        | 蝶々結び                                                  | 収録曲 参照 | 初回盤：SECL-1967/8（CD+DVD） 通常盤：SECL-1969（CD）                                                                | daydream               | 10位     | 8位             | ゴールド      | SME Records     |
| 12th | 2016年         | 11月16日       | 茜さす/everlasting snow                                   | 収録曲 参照 | 初回盤A：SECL-2067/8（CD+DVD） 初回盤B：SECL-2069（CD） 通常盤：SECL-2070（CD）                                      | BEST SELECTION "blanc" | 8位      | 8位             | ゴールド (#1) | SME Records     |
| 13th | 2017年10月11日 | 2017年10月11日 | ONE/花の唄/六等星の夜 Magic Blue ver.                     | 収録曲 参照 | 初回盤：SECL-2209/10（CD+DVD） 通常盤：SECL-2211（CD） 期間限定盤：SECL-2212（CD） ファンクラブ限定盤：SEC8-16（CD） | Sun Dance & Penny Rain | 2位      | 2位             | ゴールド (#2) | SME Records     |
| 14th | 2018年         | 2月21日        | Ref:rain/眩いばかり                                       | 収録曲 参照 | 初回盤：SECL-2252/3（CD+DVD） 通常盤：SECL-2254（CD） 期間限定盤：SECL-2255/6（CD）                                  | Sun Dance & Penny Rain | 6位      | 6位             | -             | SME Records     |
| 15th | 2018年         | 9月5日         | Black Bird/Tiny Dancers/思い出は奇麗で                    | 収録曲 参照 | 初回盤：SECL-2330/1（CD+DVD） 通常盤：SECL-2332（CD） ファンクラブ限定盤：SEC8-20/1（CD+DVD）                        | Sun Dance & Penny Rain | 5位      | 3位             | -             | SME Records     |
| 16th | 2019年         | 1月9日         | I beg you/花びらたちのマーチ/Sailing                      | 収録曲 参照 | 初回盤：SECL-2366/7（CD+DVD） 通常盤：SECL-2368（CD） ファンクラブ限定盤：SECL-2369（CD）                            | Sun Dance & Penny Rain | 1位      | 2位             | ゴールド (#1) | SME Records     |
| 17th | 2019年         | 8月14日        | Torches                                                   | CD 1. Torches 2. Blind to you 3. Daisy 4. Black Bird (Aimer "soleilet pluie" Asia Tour in Shanghai) 5. I beg you (Aimer "soleil et pluie" Asia Tour in Shanghai) DVD 1. 「Torches」MUSIC VIDEO 2. 「Stand By You」MUSIC VIDEO 3. 「We Two」MUSIC VIDEO 4. 「3min」MUSIC VIDEO            | 初回盤：SECL-2480/1（CD+DVD） 通常盤：SECL-2482（CD） 期間限定盤：SECL-2483（CD）                                    | Walpurgis              | 6位      | 26位            | -             | SME Records     |
| 18th | 2020年         | 3月25日        | 春はゆく/marie                                            | 収録曲 参照 | 初回盤：SECL-2555/6（CD+DVD） 通常盤：SECL-2557（CD） 期間限定盤：SECL-2558/9（CD）                                  | Walpurgis              | 3位      | 4位             | ゴールド      | SME Records     |
| 19th | 2020年         | 9月9日         | SPARK-AGAIN                                               | 収録曲 参照 | 初回盤：SECL-2605/6（CD+DVD） 通常盤：SECL-2607（CD） 期間限定盤：SECL-2608/9（CD+DVD）                              | Walpurgis              | 3位      | 20位            | -             | SME Records     |
| 20th | 2022年1月12日  | 2022年1月12日  | 残響散歌/朝が来る                                         | 収録曲 参照 | 初回盤：VVCL-1953/4（CD+DVD） 通常盤：VVCL-1955（CD） 期間限定盤：VVCL-1956/7（CD+DVD）                              | Open α Door            | 1位      | 1位             | ゴールド      | SACRA MUSIC     |
| 21st | 2023年         | 3月1日         | escalate                                                  | 収録曲 参照 | 初回盤：VVCL-2215/6（CD+DVD） 通常盤：VVCL-2217（CD） 期間限定盤：VVCL-2218/9（CD+DVD）                              | Open α Door            | 7位      | 77位            | -             | SACRA MUSIC     |
| 22nd | 2023年         | 5月10日        | あてもなく                                                | CD 1. あてもなく 2. 空噪wired 3. Life is a song ※ 初回生産限定盤・通常盤のみ 1. あてもなく -Instrumental- ※ 期間生産限定盤のみ 1. あてもなく -TV ver.- DVD ※ 初回生産限定盤 「あてもなく」MUSIC VIDEO ※ 期間生産限定盤 アニメ「王様ランキング 勇気の宝箱」ノンクレジットエンディング映像 | 初回盤：VVCL-2245/6（CD+DVD） 通常盤：VVCL-2247（CD） 期間限定盤：VVCL-2248/9（CD+DVD）                              | Open α Door            | 16位     | -               | -             | SACRA MUSIC     |
| 23rd | 2023年         | 12月6日        | 白色蜉蝣                                                  | CD 1. 白色蜉蝣 2. Overdrive 3. Sweet Igloo 4. 白色蜉蝣 -TV ver.- 5. 白色蜉蝣 -Instrumental- BD 「白色蜉蝣」MUSIC VIDEO | 初回盤：VVCL-2395/96（CD+BD） 通常盤：VVCL-2397（CD）                                                                | 未収録                 | -        | -               | -             | SACRA MUSIC     |
| 24th | 2024年8月28日  | 2024年8月28日  | Sign                                                      | CD 1. Sign 2. Wren 3. 月影 ※ 初回生産限定盤・通常盤のみ 1. Sign -Instrumental- ※ 期間生産限定盤のみ 1. Sign -TV Size- BD ※ 初回生産限定盤 「Sign」MUSIC VIDEO ※ 期間生産限定盤 アニメ「狼と香辛料MERCHANT MEETS THE WISE WOLF」ノンクレジット オープニング映像                           | 初回盤：VVCL-2554/55（CD+BD） 通常盤：VVCL-2556（CD） 期間限定盤：VVCL-2557/58（CD+BD）                              | 未収録                 | -        | -               | -             | SACRA MUSIC     |
| 25th | 2025年         | 2月19日        | SCOPE                                                     | CD 1. SCOPE 2. やさしい舞踏会 3. うつくしい世界 ※ 初回生産限定盤・通常盤のみ 1. SCOPE -Instrumental- ※ 期間生産限定盤のみ 1. SCOPE -TV Size- BD ※ 初回生産限定盤 「Aimer 3 nuits tour 2024」ライブダイジェスト映像 ※ 期間生産限定盤 アニメ「天久鷹央の推理カルテ」ノンクレジットOP映像   | 初回盤：VVCL-2653/54（CD+BD） 通常盤：VVCL-2655（CD） 期間限定盤：VVCL-2656/57                                       | 未収録                 | -        | -               | -             | SACRA MUSIC     |
| 26th | 2025年         | 7月23日        | 太陽が昇らない世界                                        | CD 1. 太陽が昇らない世界 2. 太陽が昇らない世界 -Instrumental- BD 「太陽が昇らない世界」Music Video | 通常盤：VVCL-2750（CD） 期間限定盤：VVCL-2751/52（CD+BD）                                                            | 未収録                 | 未公表   | 未公表          | 未公表        | SACRA MUSIC     |

#### その他のシングル
| 形態       | 発売日        | 発売日        | タイトル                 | 品番               | 備考・収録作品                                                   | 最高位   | 最高位    | 認定        | レーベル        |
| 形態       | 発売日        | 発売日        | タイトル                 | 品番               | 備考・収録作品                                                   | オリコン | Billboard | 認定        | レーベル        |
| ---------- | ------------- | ------------- | ------------------------ | ------------------ | ---------------------------------------------------------------- | -------- | --------- | ----------- | --------------- |
| 先行配信   | 2012年        | 5月11日       | 星屑ビーナス             | DFXX-0000 SNY-1694 | 4thシングル 「あなたに出会わなければ 〜夏雪冬花〜/星屑ビーナス」 |          |           |             | DefSTAR RECORDS |
| 限定CD     | 2012年        | 11月21日      | Viva La Vida             | FSAR-1109          | カバーアルバム 「Your favorite things」(配信終了)                |          |           |             | DefSTAR RECORDS |
| 配信限定   | 2013年8月14日 | 2013年8月14日 | 眠りの森                 | DFXX-00177806A     | 2ndアルバム 「Midnight Sun」                                     |          |           |             | DefSTAR RECORDS |
| 配信限定   | 2015年        | 2月22日       | 君を待つ                 | DFXX-00660B01A     | 3rdアルバム 「DAWN」                                             |          |           |             | DefSTAR RECORDS |
| 配信限定   | 2015年        | 6月5日        | Live at anywhere         | 4560429729976      |                                                                  |          |           |             | DefSTAR RECORDS |
| アナログ盤 | 2015年        | 7月29日       | Brave Shine/broKen NIGHT | DFJL-6072          |                                                                  |          |           |             | DefSTAR RECORDS |
| 配信限定   | 2017年2月10日 | 2017年2月10日 | 凍えそうな季節から       | SEXX01441B01A      | ベストアルバム 「BEST SELECTION "noir"」(別音源)                 | 48位     |           | SME Records |                 |
| 配信限定   | 2019年5月5日  | 2019年5月5日  | STAND-ALONE              | SEXX01820B01A      | 6thアルバム 「Walpurgis」                                        | 2位      | 19位      | SME Records | ゴールド        |
| 配信限定   | 2021年        | 7月4日        | グレースノート           | VVXX01042B01A      | カップリングアルバム 「星の消えた夜に」                          | 35位     |           |             | SACRA MUSIC     |
| 配信限定   | 2021年        | 12月10日      | ONE AND LAST             | VVXX01131B00Z      | カップリングアルバム 「星の消えた夜に」                          | 8位      | 85位      |             | SACRA MUSIC     |
| 配信限定   | 2022年        | 6月3日        | wavy flow                | VVXX01211B01A      | ミニアルバム 「Deep down」                                       | 9位      |           |             | SACRA MUSIC     |
| 配信限定   | 2022年        | 08月22日      | オアイコ                 | VVXX01252B01A      | ミニアルバム 「Deep down」 7thアルバム 「Open α Door」           | 12位     | 77位      |             | SACRA MUSIC     |
| 配信限定   | 2024年        | 2月14日       | 800                      |                    | EP 「遥か / 800 / End of All / Ref:rain -3 nuits ver.-」         | 11位     |           |             | SACRA MUSIC     |
| 配信限定   | 2024年        | 4月2日        | 遙か                     | 8位                | EP 「遥か / 800 / End of All / Ref:rain -3 nuits ver.-」         |          |           |             | SACRA MUSIC     |
| 配信限定   | 2025年        | 4月28日       | Eclipse                  | VVXX01783B00Z      |                                                                  |          |           |             | SACRA MUSIC     |

| 形態     | 発売日         | 発売日         | タイトル                         | 品番          | 備考・収録作品                                                     | 最高位 (Billboard) | 認定     |
| -------- | -------------- | -------------- | -------------------------------- | ------------- | ------------------------------------------------------------------ | ------------------ | -------- |
| 配信限定 | 2021年12月17日 | 2021年12月17日 | おもかげ                         | VVXX01132B01A | Aimer×milet×幾田りら 名義 Vaundyプロデュースによるコラボシングル。 | 11位               | プラチナ |
| 配信限定 | 2022年12月14日 | 2022年12月14日 | 残響散歌 - From THE FIRST TAKE   | VVXX01368B00Z | ミニアルバム 「Deep down」(※Bonus Track)                           |                    |          |
| 配信限定 | 2022年12月14日 | 2022年12月14日 | カタオモイ - From THE FIRST TAKE | VVXX01369B00Z | ミニアルバム 「Deep down」(※Bonus Track)                           |                    |          |

### アルバム

#### ベストアルバム
| 発売日 | 発売日 | タイトル               | 規格品番                                                                              | 最高位   | 最高位          | レーベル    |
| 発売日 | 発売日 | タイトル               | 規格品番                                                                              | オリコン | Billboard Japan | レーベル    |
| ------ | ------ | ---------------------- | ------------------------------------------------------------------------------------- | -------- | --------------- | ----------- |
| 2017年 | 5月3日 | BEST SELECTION "blanc" | 初回盤A：SECL-2139/40（CD+BD） 初回盤B：SECL-2141/2（CD+DVD） 通常盤：SECL-2143（CD） | 3位      | 3位             | SME Records |
| 2017年 | 5月3日 | BEST SELECTION "noir"  | 初回盤A：SECL-2144/5（CD+BD） 初回盤B：SECL-2146/7（CD+DVD） 通常盤：SECL-2148（CD）  | 4位      | 4位             | SME Records |

### 参加作品
| 発売日         | 発売日         | 楽曲名                                     | 収録先                                                                                         | 補足                                                                                 |
| -------------- | -------------- | ------------------------------------------ | ---------------------------------------------------------------------------------------------- | ------------------------------------------------------------------------------------ |
| 2011年9月21日  | 2011年9月21日  | 六等星の夜 〜TVsize〜                      | TV ANIMATION NO.6 ORIGINAL SOUNDTRACK 1                                                        |                                                                                      |
| 2012年10月24日 | 2012年10月24日 | あなたに出会わなければ 〜夏雪冬花〜 TVsize | アニメ 夏雪ランデブー オリジナル・サウンドトラック                                             |                                                                                      |
| 2014年10月1日  | 2014年10月1日  | バナナフィッシュの浜辺と黒い虹 with Aimer  | Galileo Galilei『See More Glass』                                                              | ボーカル参加                                                                         |
| 2015年         | 9月9日         | Song of ..＜AM＞                           | SawanoHiroyuki[nZk]『o1』                                                                      |                                                                                      |
| 2015年         | 9月9日         | s-AVE                                      | SawanoHiroyuki[nZk]『o1』                                                                      |                                                                                      |
| 2015年         | 6月3日         | Brave Shine                                | Fate/stay night [Unlimited Blade Works] 第2期オープニングテーマ                                |                                                                                      |
| 2015年10月7日  | 2015年10月7日  | LAST STARDUST (soundtrack edit)            | Fate/stay night [Unlimited Blade Works] Blu-ray Disc Box II                                    | 特典CD『オリジナルサウンドトラックCD II』収録                                        |
| 2016年         | 1月27日        | ベッド / Love Song                         | Galileo Galilei『Sea and The Darkness』                                                        | ボーカル参加                                                                         |
| 2016年         | 2月24日        | ORION                                      | V.A.『MIKA NAKASHIMA TRIBUTE』                                                                 | 中島美嘉トリビュートアルバム                                                         |
| 2016年         | 6月29日        | bL∞dy f8 -eUC-                             | SawanoHiroyuki［nZk］『Into the Sky EP』                                                       | メ〜テレ・テレビ朝日系アニメ『機動戦士ガンダムユニコーン RE:0096』エンディングテーマ |
| 2016年         | 8月31日        | Bright Stars                               | GROWN KIDS『KINGS OF THE PLAYGROUND』                                                          |                                                                                      |
| 2016年         | 10月12日       | Told U So                                  | illion『P.Y.L』                                                                                | ゲストコーラス参加                                                                   |
| 2016年         | 12月30日       | ninelie <cry-v>                            | SawanoHiroyuki[nZk]「e of s EP」（デジタル・ダウンロード） SawanoHiroyuki[nZk]『2V-ALK』（CD） | アニメ映画『甲鉄城のカバネリ 総集編』主題歌                                          |
| 2017年         | 1月13日        | Listen (featuring Avril Lavigne)           | ONE OK ROCK『Ambitions』                                                                       | バックコーラス参加                                                                   |
| 2017年         | 5月24日        | 茜さす (TVサイズ)                          | 夏目友人帳 伍・陸 音楽集 そこに咲いてきた花へ                                                  |                                                                                      |
| 2018年3月7日   | 2018年3月7日   | Memento mori with Aimer                    | androp『cocoon』                                                                               | ボーカル参加                                                                         |
| 2019年3月6日   | 2019年3月6日   | i-mage                                     | SawanoHiroyuki[nZk]『R∃/MEMBER』                                                               | ボーカル参加                                                                         |
| 2020年2月19日  | 2020年2月19日  | Torches (TV size)                          | TVアニメ『ヴィンランド・サガ』オリジナル・サウンドトラック                                     |                                                                                      |
| 2023年4月19日  | 2023年4月19日  | 櫂 feat.Aimer                              | FictionJunction『PARADE』                                                                      | ボーカル参加                                                                         |
| 2024年5月29日  | 2024年5月29日  | 雨待ち風                                   | スキマスイッチのトリビュート・アルバム 『みんなのスキマスイッチ』                              | スキマスイッチの楽曲のカバー                                                         |

## タイアップ
| 年     | 曲名                                | タイアップ |
| ------ | ----------------------------------- | --- |
| 2011年 | キズナ                              | コアミックス『月刊コミックゼノン』CMソング                                                                               |
| 2011年 | 六等星の夜                          | テレビアニメ『NO.6』エンディングテーマ                                                                                   |
| 2011年 | 悲しみはオーロラに                  | 北海道文化放送『ミニョン・ヌーボー 里田まいのしゃかりき!』2011年8月度エンディングテーマ                                  |
| 2011年 | 悲しみはオーロラに                  | 東日本放送『ピカピカ☆チョイス!』2011年8月度エンディングテーマ                                                            |
| 2011年 | 悲しみはオーロラに                  | RKB毎日放送『チャートバスターズR!』2011年9月度エンディングテーマ                                                         |
| 2011年 | 悲しみはオーロラに                  | 熊本県民テレビ『ROCKET COMPLEX』2011年9月度エンディングテーマ                                                            |
| 2011年 | TWINKLE TWINKLE LITTLE STAR         | 『STARS 4 TOKYO SKY PROJECT』テーマソング                                                                                |
| 2011年 | Re:pray                             | テレビアニメ『BLEACH』エンディングテーマ                                                                                 |
| 2011年 | Re:pray                             | WOWOW『MUSIC BREAK』2012年1月度パワープレイ                                                                              |
| 2011年 | 寂しくて眠れない夜は                | 関西テレビ『ミュージャック』2011年11月度エンディングテーマ                                                               |
| 2011年 | 寂しくて眠れない夜は                | 中京テレビ『PS』2011年11月度エンディングテーマ                                                                           |
| 2011年 | 寂しくて眠れない夜は                | 九州朝日放送『気ままにLB』2011年12月度エンディングテーマ                                                                 |
| 2011年 | 雪の降る街                          | 日本テレビMIDNIGHTテレビシリーズドラマ『ゴースト 〜天国からのささやき シーズン3』前期エンディングテーマ                  |
| 2012年 | 雪の降る街                          | 日本テレビ系『ハッピーMusic』2012年2月度POWER PLAY                                                                       |
| 2012年 | 冬のダイヤモンド                    | とちぎテレビ『Rock to the Future』2012年3月度エンディングテーマ                                                          |
| 2012年 | 星屑ビーナス                        | フジテレビワンツーネクストドラマ『恋なんて贅沢が私に落ちてくるのだろうか?』主題歌                                        |
| 2012年 | あなたに出会わなければ 〜夏雪冬花〜 | テレビアニメ『夏雪ランデブー』エンディングテーマ                                                                         |
| 2012年 | あなたに出会わなければ 〜夏雪冬花〜 | レコチョクTVCMソング |
| 2012年 | あなたに出会わなければ 〜夏雪冬花〜 | 日本テレビ系『ハッピーMusic』2012年8月度POWER PLAY                                                                       |
| 2012年 | あなたに出会わなければ 〜夏雪冬花〜 | UHF30局ネット『Music B.B.』2012年8月度POWER PLAY                                                                         |
| 2012年 | Breaking Up Is Hard To Do           | フジテレビワンツーネクストドラマ『恋なんて贅沢が私に落ちてくるのだろうか?』挿入歌                                        |
| 2012年 | 夜行列車 〜nothing to lose〜        | 東日本放送『ピカピカ☆チョイス!』2012年9月度エンディングテーマ                                                            |
| 2012年 | 笑顔                                | J:COM『TOGGYの清く正しくテキトーチャンネル』2012年9月度エンディングテーマ                                                |
| 2012年 | AM02:00                             | 中京テレビ『PS』2012年9月度エンディングテーマ                                                                            |
| 2012年 | L-O-V-E                             | フジテレビワンツーネクストドラマ『恋なんて贅沢が私に落ちてくるのだろうか?』挿入歌                                        |
| 2012年 | L-O-V-E                             | マツモトキヨシ『ARGELAN』CMイメージソング                                                                                |
| 2012年 | Calendar Girl                       | フジテレビワンツーネクストドラマ『恋なんて贅沢が私に落ちてくるのだろうか?』挿入歌                                        |
| 2012年 | Baby Love                           | フジテレビワンツーネクストドラマ『恋なんて贅沢が私に落ちてくるのだろうか?』挿入歌                                        |
| 2013年 | RE:I AM                             | OVA『機動戦士ガンダムUC』episode 6「宇宙と地球と」主題歌                                                                 |
| 2013年 | RE:I AM                             | テレビアニメ『機動戦士ガンダムユニコーン RE:0096』第18話オープニングテーマ                                               |
| 2013年 | After Rain                          | PLANTE SYSTEM『ミセラークレンジング水』CMソング                                                                          |
| 2014年 | StarRingChild                       | OVA『機動戦士ガンダムUC』episode 7「虹の彼方に」主題歌                                                                   |
| 2014年 | StarRingChild                       | レコチョクTVCMソング |
| 2014年 | StarRingChild                       | テレビアニメ『機動戦士ガンダムユニコーン RE:0096』最終話エンディングテーマ                                               |
| 2014年 | 小さな星のメロディー                | A.T.brides『すぐ婚navi』CMソング                                                                                         |
| 2014年 | 誰か、海を。                        | テレビアニメ『残響のテロル』エンディングテーマ                                                                           |
| 2014年 | 白昼夢                              | テレビ東京系『東京上級デート2』テーマソング                                                                              |
| 2014年 | 白昼夢                              | iOS / Androidゲーム『東京上級ゲーム』テーマソング                                                                        |
| 2014年 | broKen NIGHT                        | PS Vita用ゲーム『Fate/hollow ataraxia』オープニングテーマ                                                                |
| 2014年 | holLow wORlD                        | PS Vita用ゲーム『Fate/hollow ataraxia』挿入歌                                                                            |
| 2014年 | Open The Doors                      | PS Vita用ゲーム『Fate/hollow ataraxia』エンディングテーマ                                                                |
| 2014年 | my sweetest one                     | A.T.brides『すぐ婚navi』CMソング                                                                                         |
| 2015年 | 君を待つ                            | テレビ朝日系スペシャルドラマ『クロハ〜機捜の女性捜査官〜』主題歌                                                         |
| 2015年 | Brave Shine                         | テレビアニメ『Fate/stay night ［Unlimited Blade Works］』2ndシーズンオープニングテーマ                                   |
| 2015年 | LAST STARDUST                       | テレビアニメ『Fate/stay night ［Unlimited Blade Works］』第20話挿入歌                                                    |
| 2015年 | Believe Be:leave                    | 読売テレビ『音力-ONCHIKA-』2015年7月度エンディングテーマ                                                                 |
| 2016年 | ninelie                             | テレビアニメ『甲鉄城のカバネリ』エンディングテーマ                                                                       |
| 2016年 | Through My Blood <AM>               | テレビアニメ『甲鉄城のカバネリ』第11話エンディングテーマ                                                                 |
| 2016年 | 蝶々結び                            | 日本テレビ系『スッキリ!!』2016年8月度テーマソング                                                                        |
| 2016年 | カタオモイ                          | TBS系『CDTV』2016年10・11月度オープニングテーマ                                                                          |
| 2016年 | 茜さす                              | テレビアニメ『夏目友人帳 伍』エンディングテーマ                                                                          |
| 2016年 | everlasting snow                    | TBS系『ひるおび!』2016年12月度エンディングテーマ                                                                         |
| 2017年 | 凍えそうな季節から                  | テレビ朝日金曜ナイトドラマ『奪い愛、冬』オープニングテーマ                                                               |
| 2017年 | 歌鳥風月                            | 見て食べる体験型デジタルアート『食神さまの不思議なレストラン』展イメージソング                                           |
| 2017年 | 歌鳥風月                            | JFN系23局ネットスペシャル番組『Aimer ベストアルバムリリース記念スペシャルラジオドラマ 〜君の声が聴こえる〜』テーマソング |
| 2017年 | March of Time                       | 日本航空『只今、JALで移動中。3月の校庭篇』CMソング                                                                       |
| 2017年 | zero                                | 専門学校HAL（東京・大阪・名古屋）2017年度CMソング                                                                        |
| 2017年 | 糸                                  | トヨタホーム企業CMソング                                                                                                 |
| 2017年 | 花の唄                              | アニメ映画『Fate/stay night [Heaven’s Feel] I.presage flower』主題歌                                                     |
| 2017年 | 六等星の夜 Magic Blue ver.          | コニカミノルタプラネタリウム"天空" in 東京スカイツリータウン リニューアルオープン記念テーマソング                        |
| 2018年 | ONE                                 | 日本航空『JAL企業広告 平昌2018冬季オリンピックカーリング男子/女子日本代表』各CMソング                                    |
| 2018年 | ONE                                 | 東日本放送『もえスポ』テーマ曲                                                                                           |
| 2018年 | ONE                                 | TBSテレビ（JNN）系列『報道特集』番組テーマ曲                                                                             |
| 2018年 | Ref:rain                            | テレビアニメ『恋は雨上がりのように』エンディングテーマ                                                                   |
| 2018年 | Black Bird                          | 実写映画『累 -かさね-』主題歌                                                                                            |
| 2018年 | 思い出は奇麗で                      | キヤノンマーケティングジャパン『"This" is my life.』CMソング                                                             |
| 2019年 | I beg you                           | アニメ映画『Fate/stay night [Heaven’s Feel] II.lost butterfly』主題歌                                                    |
| 2019年 | Sailing                             | フジテレビ開局60周年特別企画スペシャルドラマ『レ・ミゼラブル 終わりなき旅路』主題歌                                      |
| 2019年 | コイワズライ                        | AbemaTV『白雪とオオカミくんには騙されない♥』主題歌                                                                       |
| 2019年 | April Showers                       | earth music&ecology『エシカルへ』篇CMソング                                                                              |
| 2019年 | STAND-ALONE                         | 日本テレビ系日曜ドラマ『あなたの番です』主題歌                                                                           |
| 2019年 | Torches                             | テレビアニメ『ヴィンランド・サガ』エンディングテーマ                                                                     |
| 2019年 | marie                               | 国立西洋美術館『日本・オーストリア友好150周年 ハプスブルク展 600年にわたる帝国コレクションの歴史』イメージソング         |
| 2020年 | 春はゆく                            | アニメ映画『Fate/stay night [Heaven’s Feel] III.spring song』主題歌                                                      |
| 2020年 | SPARK-AGAIN                         | テレビアニメ『炎炎ノ消防隊 弐ノ章』オープニングテーマ                                                                    |
| 2020年 | 悲しみの向こう側                    | 三和酒類『iichiko NEO』CMソング                                                                                          |
| 2020年 | Work it out                         | 関西テレビ『グータンヌーボ2』エンディングテーマ                                                                          |
| 2021年 | 季路                                | テレビアニメ『魔道祖師』前塵編エンディングテーマ                                                                         |
| 2021年 | cold rain                           | テレビアニメ『魔道祖師』羨雲編エンディングテーマ                                                                         |
| 2021年 | hollow-mas                          | 音楽朗読劇『ALCHEMIST RENATUS～Homunculus～』主題歌                                                                      |
| 2021年 | ever after                          | Amazonオリジナルドラマ『ホットママ』主題歌                                                                               |
| 2021年 | wonderland                          | DSオートモビルズ『DS 7 CROSSBACK E-TENSE』CMソング                                                                       |
| 2021年 | トリル                              | Webアニメ『夜の国』主題歌                                                                                                |
| 2021年 | グレースノート                      | Webアニメ『夜の国』主題歌                                                                                                |
| 2021年 | 星の消えた夜に -rit. ver.-          | Webアニメ『夜の国』主題歌                                                                                                |
| 2021年 | 残響散歌                            | テレビアニメ『鬼滅の刃 遊郭編』オープニングテーマ                                                                        |
| 2021年 | 朝が来る                            | テレビアニメ『鬼滅の刃 遊郭編』エンディングテーマ                                                                        |
| 2021年 | ONE AND LAST                        | 東宝映画「あなたの番です 劇場版」主題歌                                                                                  |
| 2022年 | オアイコ                            | ABEMA「オオカミちゃんとオオカミくんには騙されない」主題歌                                                                |
| 2022年 | Ivy Ivy Ivy                         | Amazonオリジナルドラマ『結婚するって、本当ですか』主題歌                                                                 |
| 2022年 | Deep down                           | テレビアニメ『チェンソーマン』第9話エンディングテーマ                                                                    |
| 2023年 | crossover                           | JRAブランドCMソング |
| 2023年 | escalate                            | テレビアニメ『NieR: Automata Ver1.1a』オープニングテーマ                                                                 |
| 2023年 | あてもなく                          | テレビアニメ『王様ランキング 勇気の宝箱』エンディングテーマ                                                              |
| 2023年 | spiral dance                        | イオン トップバリュ『食べてみた！Joynuts &ガトー・ソワイユ 』CMソング                                                    |
| 2023年 | 白色蜉蝣                            | NHK総合ドラマ10『大奥 Season2』主題歌                                                                                    |
| 2023年 | Overdrive                           | スズキ「ラパン」Webムービーソング                                                                                        |
| 2024年 | 800                                 | KADOKAWA映画『マッチング』主題歌                                                                                         |
| 2024年 | 遙か                                | TBSテレビドラマストリーム『からかい上手の高木さん』主題歌                                                                |
| 2024年 | 遙か                                | 東宝映画『からかい上手の高木さん』主題歌                                                                                 |
| 2024年 | Sign                                | テレビアニメ『狼と香辛料 MERCHANT MEETS THE WISE WOLF』第2クール オープニングテーマ                                      |
| 2024年 | うつくしい世界                      | 出光興産 企業CM 「アポロの光」篇 /「このまちの未来」篇 CMソング                                                          |
| 2025年 | SCOPE                               | テレビアニメ『天久鷹央の推理カルテ』オープニングテーマ                                                                   |
| 2025年 | やさしい舞踏会                      | NHK『みんなのうた』2月～3月放送楽曲                                                                                      |
| 2025年 | Eclipse                             | スマートフォンRPG『アークナイツ』6周年記念テーマソング                                                                   |
| 2025年 | 太陽が昇らない世界                  | 劇場版『鬼滅の刃 無限城編 第一章 猗窩座再来』主題歌                                                                      |

## 受賞歴
| 年     | 賞                                | 受賞                                                               |
| ------ | --------------------------------- | ------------------------------------------------------------------ |
| 2017年 | 第9回CDショップ大賞 2017          | 準大賞『daydream』                                                 |
| 2022年 | 第36回日本ゴールドディスク大賞    | 特別賞                                                             |
| 2022年 | MTV VMAJ 2022                     | 最優秀ソロアーティストビデオ賞／Best Solo Artist Video「残響散歌」 |
| 2022年 | Yahoo!検索大賞 2022               | 楽曲部門「残響散歌」                                               |
| 2022年 | Billboard JAPAN MUSIC AWARDS 2022 | Hot 100 of the Year「残響散歌」                                    |
| 2022年 | Billboard JAPAN MUSIC AWARDS 2022 | Hot Animation of the Year 「残響散歌」                             |
| 2022年 | Billboard JAPAN MUSIC AWARDS 2022 | Download Songs of the Year 「残響散歌」                            |
| 2022年 | 第64回日本レコード大賞            | 特別賞                                                             |

## ライブ

### 参加ライブ
| 公演年 | タイトル                                                                      | 公演日・場所 |
| ------ | ----------------------------------------------------------------------------- | --- |
| 2012年 | MINAMI WHEEL 2012                                                             | 10月14日 大阪府 Music Club JANUS |
| 2013年 | FM FUKUI BEAT PHOENIX 2013                                                    | 9月16日 福井県 福井フェニックスプラザ                                                                                                   |
| 2013年 | 澤野弘之 LIVE [nZk]001                                                        | 11月14日/15日 東京都 WWW |
| 2014年 | リスアニ! LIVE-4                                                              | 1月25日 東京都 日本武道館 |
| 2014年 | 5th Anniversary 阿部真央らいぶ"お力添え、願います。"ツアー2014                | 5月8日 東京都 Zepp Tokyo |
| 2014年 | 澤野弘之×機動戦士ガンダムUC episode 7公開記念スペシャルライブ "UnChild"       | 5月30日 大阪府 BIGCAT 6月1日 東京都 Zepp Tokyo                                                                                          |
| 2014年 | 澤野弘之 LIVE [nZk]002                                                        | 9月12日 東京都 Zepp Tokyo |
| 2014年 | BANDAI NAMCO ANIME CAMP 2014                                                  | 9月21日 東京都 潮風公園 |
| 2015年 | Synapples2.0 〜no border between sounds〜                                     | 2月7日 東京都 豊洲PIT |
| 2015年 | Anime Expo 2015                                                               | 7月4日 アメリカ ロサンゼルス・コンベンションセンター                                                                                    |
| 2015年 | AnimagiC 2015                                                                 | 7月31日 ドイツ・ボン ベートーベンホール                                                                                                 |
| 2015年 | ONE OK ROCK 2015 "35xxxv" JAPAN TOUR                                          | 5月23日/24日 神奈川県 横浜アリーナ |
| 2015年 | 澤野弘之 LIVE [nZk]003                                                        | 9月12日/13日 東京都 Zepp Tokyo |
| 2015年 | マチ★アソビ presents 「唄の降る夜」コンサート                                 | 9月26日 徳島県 文化の森総合公園 |
| 2015年 | Anime Festival Asia 2015 in Singapore                                         | 11月27日 シンガポール |
| 2015年 | COUNTDOWN JAPAN 15/16                                                         | 12月28日 東京都 幕張メッセ |
| 2016年 | リスアニ! LIVE 2016                                                           | 1月24日 東京都 日本武道館 |
| 2016年 | SawanoHiroyuki[nZk] LIVE「o1」                                                | 1月30日 東京都 LIQUIDROOM |
| 2016年 | EGOIST Greeting Tour 2016：side-A『UNVEIL of KABANERI』                       | 5月4日 東京都 Zepp Tokyo 5月7日 愛知県 Zepp Nagoya 5月8日 兵庫県 Zepp Namba                                                             |
| 2016年 | ガンダムLIVE EXPO 〜ジオンの世紀〜                                            | 6月12日 神奈川県 パシフィコ横浜 国立大ホール                                                                                            |
| 2016年 | ROCK IN JAPAN FESTIVAL 2016                                                   | 8月6日 茨城県 国営ひたち海浜公園 |
| 2016年 | Salyu Live 2016 Sonorous Waves                                                | 8月8日 大阪府 BIGCAT |
| 2016年 | 澤野弘之×機動戦士ガンダムUC スペシャルライブ RE:UnChild                       | 8月13日/14日 東京都 豊洲PIT |
| 2016年 | AFATH 2016 – Anime Festival Thailand 2016                                     | 8月20日 タイ・バンコク Siam Paragon |
| 2016年 | ALMA MUSIC BOX:死にゆく星の旋律コンサート with 京都市交響楽団                 | 9月3日/4日 京都府 みやこめっせ第3展示場                                                                                                 |
| 2016年 | TK from 凛として時雨 presents「error for 0 vol.2」                            | 9月12日 東京都 新木場STUDIO COAST |
| 2016年 | 毎日がクリスマス2016                                                          | 12月14日 神奈川県 横浜赤レンガ倉庫 |
| 2016年 | COUNTDOWN JAPAN 16/17                                                         | 12月29日 千葉県 幕張メッセ |
| 2017年 | billboard classics festival 2017                                              | 2月18日/19日 東京都 東京国際フォーラム                                                                                                  |
| 2017年 | Anisong Fantasy Live 2017                                                     | 3月10日 香港 Queen Elizabeth Stadium |
| 2017年 | Anisong Fantasy Live 2017                                                     | 3月18日 シンガポール Big Box |
| 2017年 | ONE OK ROCK 2017 “Ambitions” JAPAN TOUR                                       | 4月20日 神奈川県 横浜アリーナ |
| 2017年 | uP!!! SPECIAL New Breath 2017 Spring Supported by au                          | 5月4日 東京都 豊洲PIT |
| 2017年 | rockin'on presents「JAPAN JAM 2017」                                          | 5月6日 千葉県 千葉市蘇我スポーツ公園 |
| 2017年 | MUSIC THEATER 2017                                                            | 5月27日/28日 埼玉県 さいたまスーパーアリーナ                                                                                            |
| 2017年 | agehasprings produce 「《node_vol.1》Featuring Aimer × LOOPS strings」        | 6月11日 京都府 ロームシアター京都 |
| 2017年 | BILIBILI MACRO LINK - STAR PHASE × Anisong World Matsuri                      | 7月22日 上海 メルセデスベンツアリーナ                                                                                                   |
| 2017年 | rockin'on presents ROCK IN JAPAN FESTIVAL 2017                                | 8月11日 茨城県 国営ひたち海浜公園 |
| 2017年 | COUNTDOWN JAPAN 17/18                                                         | 12月28日 千葉県 幕張メッセ |
| 2018年 | SawanoHiroyuki[nZk] LIVE 「2V-ALK」                                           | 2月5日/6日 東京都 Zepp DiverCity |
| 2018年 | REQUESTAGE 2018                                                               | 4月28日 大阪府 大阪城ホール |
| 2018年 | マチ★アソビ presents 「唄の降る夜」コンサート 〜第二夜〜                      | 5月3日 徳島県 文化の森総合公園内「野外劇場」                                                                                            |
| 2018年 | 澤野弘之 LIVE [nZk]005                                                        | 5月13日 神奈川県 パシフィコ横浜 |
| 2018年 | androp one-man live tour 2018 "cocoon"                                        | 6月3日 神奈川県 パシフィコ横浜 |
| 2018年 | 京都岡崎音楽祭 OKAZAKI LOOPS                                                  | 6月23日 京都府 ロームシアター京都 |
| 2018年 | Anisong World Matsuri at Anime Expo 2018 - Japan Super Live -                 | 7月6日 アメリカ・ロサンゼルス Microsoft Theater                                                                                         |
| 2018年 | JOIN ALIVE 2018                                                               | 7月14日 北海道 いわみざわ公園 |
| 2018年 | ROCK IN JAPAN FESTIVAL 2018                                                   | 8月5日 茨城県 国営ひたち海浜公園 |
| 2018年 | 宗像フェス 〜FUKUTSU KOINOURA〜                                               | 9月9日 福岡県 恋の浦 夕日の丘 |
| 2018年 | Fate/Stay Night [Heaven’s Heel] Special Event Featuring Aimer @ Anime NYC     | 11月17日 アメリカ･ニューヨーク Javits Center                                                                                            |
| 2019年 | SawanoHiroyuki[nZk] LIVE "R∃/MEMBER"                                          | 3月6日/7日 東京都 豊洲PIT |
| 2019年 | POP HILL 2019 in KANAZAWA                                                     | 4月27日 石川県 石川県産業展示館4号館 |
| 2019年 | rockin'on presents JAPAN JAM 2019                                             | 5月4日 千葉県 千葉市蘇我スポーツ公園 |
| 2019年 | Yuki Kajiura LIVE TOUR vol.#15 〜The Junctions of Fiction 2019〜              | 8月11日/16日 中野サンプラザ |
| 2020年 | Yuki Kajiura LIVE vol.#16 〜Sing a Song Tour 2020〜                           | 7月11日 神奈川県 神奈川県民ホール 大ホール 7月28日 東京都 中野サンプラザホール 8月1日 愛知県 名古屋市公会堂 8月9日 大阪府 NHK大阪ホール |
| 2022年 | SACRA MUSIC FES. 2022 -5th Anniversary-                                       | 11月26日/27日 千葉県 幕張メッセ イベントホール                                                                                          |
| 2023年 | FictionJunction 30th Anniversary Yuki Kajiura LIVE vol.#19 「Kaji Fes. 2023」 | 12月8日 東京都 日本武道館（DAY1） |